# 苣木寛之
苣木 寛之（ちさき ひろゆき、1960年4月25日 - ）は、日本のギタリスト。ロックバンドTHE MODSのリード・ギター、音楽プロデューサーであり、ソロプロジェクトDUDE TONEでの活動も行なっている。福岡県出身。

## 経歴
中学まではロックの話ができる友達がなかなかいなかったが、高校に入った時セブンティーンを組み、後にMODERN DOLLZになる。
高校3年の大学受験期に入り、リード・ギターが抜けた為サイドからリード・ギターになった頃THE MODSと出会う。周りは皆んなコピーをやっていた環境の中、THE MODSだけは全てオリジナル曲で圧倒的に力強いビートと言葉に強い衝撃を受ける。当時博多の音楽シーンの中心にいたザ・ロッカーズ、MODERN DOLLZ等バンドはTHE MODSの音に追いつけ追い越せの勢いで互いに研磨し合っていた。MODERN DOLLZが半ば空中分解の状態にあった1979年、映画『狂い咲きサンダーロード』のサウンドトラックの話が来ていたTHE MODSの森山と北里がギターとベースを探していた為、MODERN DOLLZでドラムスだった梶浦と共にTHE MODSに加入。
1981年6月21日、THE MODSのリード・ギターとしてEPIC・ソニーからメジャー・デビュー。1stアルバム『FIGHT OR FLIGHT』リリース。
2010年11月、自身のソロプロジェクト「DUDE TONE」の1stアルバム『AFTERGLOW』をリリース。以降、THE MODSの活動と並行してDUDE TONEの活動も行う。
2014年5月、2ndアルバム『十字路のGuitar』をリリース。
2022年12月、8年ぶりにミニ・アルバム『VOICE』をリリース。
2024年6月、ミニ・アルバム『VOICE II』をリリース。同時にDUDE TONE LIVE2024 Walkin’ Blues vol.9で全国8ヶ所を周る。
2025年8月2日に予定されていた「DUDE TONE LIVE 2025 “Walkin’ Blues” Vol.10」新横浜 strage公演が、苣木の増殖性硝子体網膜症の手術のため開催延期となる。8月6日、退院を報告。

## ディスコグラフィ
DUDE TONEとしての活動は、DUDE TONEの項を参照。

## 使用機材

### メイン・ギター
- GIBSON Les Paul Custom（ブラックビューティ/ 1969年製）
- GIBSON Les Paul Model Gold Top（1971〜’73年頃）
- GIBSON ES-335（1966年製）
- SITストリングス

### レスポール・カスタムとの出会い
メインギターであるレスポール・カスタム（ブラックビューティ）への想いは苣木がギターを弾き始めた時に遡る。ギターを触り始めた10代の頃、兄がバンドの練習でよく弾いていた曲の中の“あたたかくて伸びて太い音”を出すエレキギターの音に夢中になり、自分もこういう音が出したい、エレキが弾きたいという思いに強く駆られる。高校に入り、友達が聴かせてくれたジェフ・ベックの「Blow by Blow」のジャケットを見て「これだ!」と確信。レスポールの音とジェフ・ベックのジャケットがイメージに完璧にマッチし、レスポールを弾けば思い描く理想の音が出せると思っていた。学生でお金がないので最初はグレコ製の4万円ぐらいのギターを使っていてデビュー時はモッズでもそれを使っていた。どうしても黒のレスポールを欲しがる苣木に事務所の社長がTOKAI社製の黒のレスポールを作ってくれ、レスポールを弾き始めたのはその時からである。TOKAIのレスポールを弾いても自分の思う音は出なかったのでお金を貯めてギブソンの新品を購入したが思った音は出なかった。その後もヴィンテージを買ってみても違ったり、現在の4本目でやっと理想のレスポール・カスタムに出会ったとインタビューで語っている。

## 配信
- SHINOS YOU TUBE CHANNEL MODS 苣木寛之、40th野音の話、Gibson Les Paulを手にした理由、ソロプロジェクトDUDE TONEの話》SHINOS AMPLIFIER COMPANY、2021年12月3日配信。